# Spaanse parlementsverkiezingen 2023
De Spaanse parlementsverkiezingen van 2023 werden gehouden op 23 juli, nadat premier Pedro Sánchez de Cortes Generales had ontbonden op 29 mei. De verkiezingen vonden hierdoor vier maanden eerder plaats dan als de regering de termijn normaal af had gemaakt. Deze verkiezingen betekenden het einde van de 14e legislatuurperiode en bepalen de samenstelling van de Cortes voor de 15e legislatuur.
De organisatie en het verloop van parlementsverkiezingen in Spanje is geregeld in de grondwet van dat land. 

## Aanloop tot de verkiezingen
De verkiezingen op 23 juli 2023 kwamen aan het eind van de 14e legislatuurperiode, waarin de socialistische partij PSOE onder Pedro Sánchez in een coalitie regeerde met Unidas Podemos. De 14e legislatuurperiode was een gecompliceerde periode, met de lockdowns van de coronapandemie, de oorlog in Oekraïne en de economische problemen die het resultaat waren van deze gebeurtenissen. De coalitieregering wist het land echter relatief goed door deze problemen te loodsen, en zag daarbij zelfs de mogelijkheid om maatregelen te nemen als bijvoorbeeld het verhogen van het minimumloon en de staatspensioenen. Ook wordt de periode afgesloten met de laagste werkeloosheidscijfers sinds de economische crisis van 2008. Desalniettemin verloor de PSOE flink in de gemeenteraads- en regionale verkiezingen van 28 mei 2023, waarop Sánchez de beslissing nam de Cortes Generales te ontbinden. 
In de periode tussen het uitschrijven van de verkiezingen en de eigenlijke verkiezingen, kwamen er in meerdere gemeentes en regio's coalitiebesturen met de conservatieve PP en het extreemrechtse VOX aan de macht. In deze gemeentes en regio's werd meteen na het aan de macht komen van deze coalities een aantal omstreden besluiten genomen, zoals het verwijderen van regenboogvlaggen van gevels van gemeentehuizen tijdens de Gay Pride, het opheffen van instellingen die werken aan gendergelijkheid of het verbieden van de vertoning van de kinderfilm Lightyear en een aantal toneelstukken. Deze gebeurtenissen zijn in de verkiezingscampagnes door de linkse partijen gebruikt om stemmers naar zich toe te trekken.
Omdat de verkiezingen midden in de zomer plaatsvonden, terwijl miljoenen Spanjaarden al op vakantie waren, en omdat er in Spanje wettelijk gezien in de eigen woonplaats gestemd moet worden, werd er een recordaantal stemmen dat per post is uitgebracht.  
Uit een opiniepeiling voor de verkiezingen is gebleken dat de economie het grootste zorgpunt van de Spanjaarden is, gevolgd door werkeloosheid en gezondheidszorg.

## Partijen, kandidaten en programma's

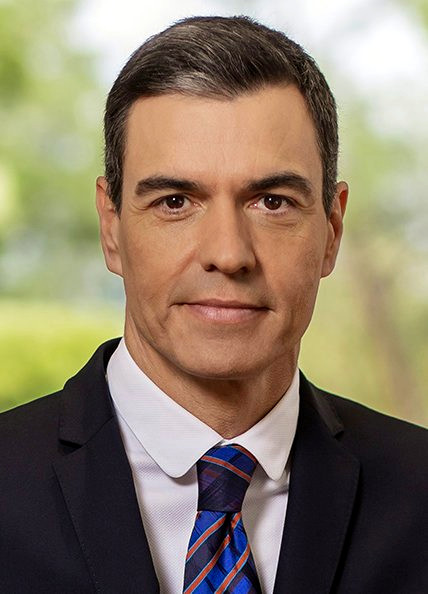
Pedro Sánchez, PSOE

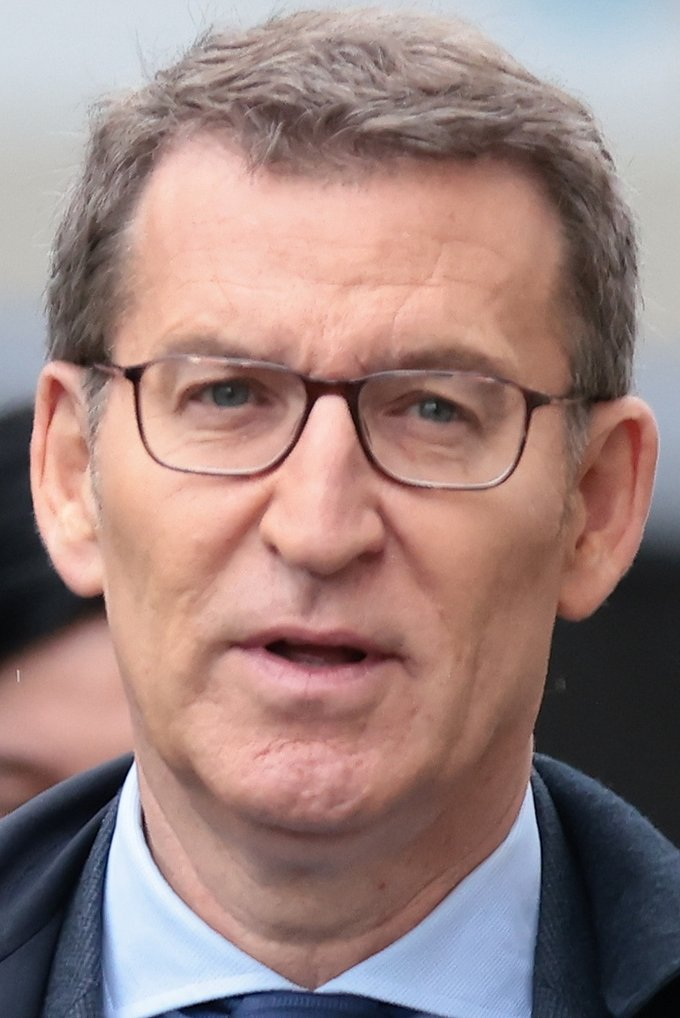
Alberto Feijoo, PP

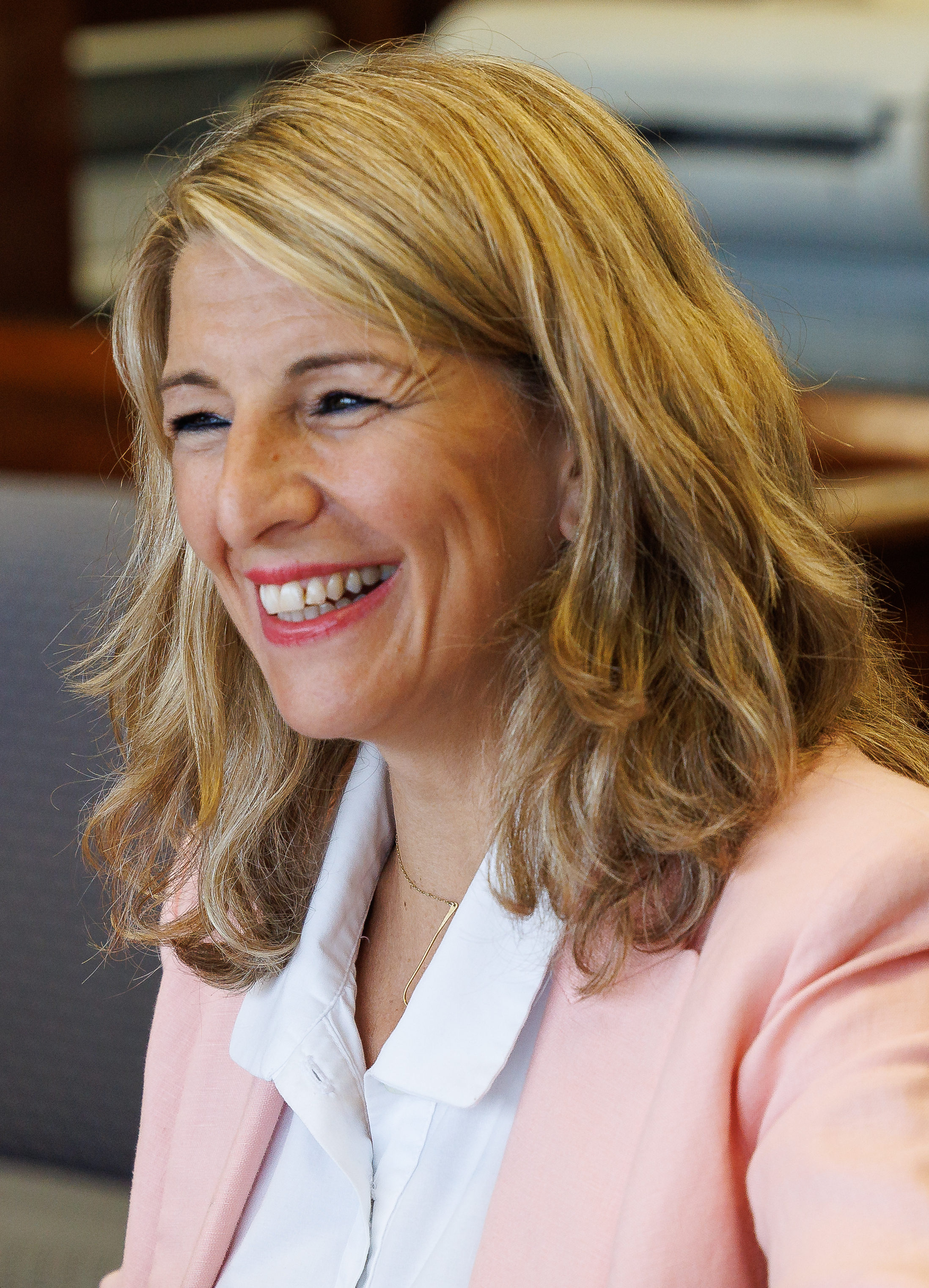
Yolanda Díaz, Sumar

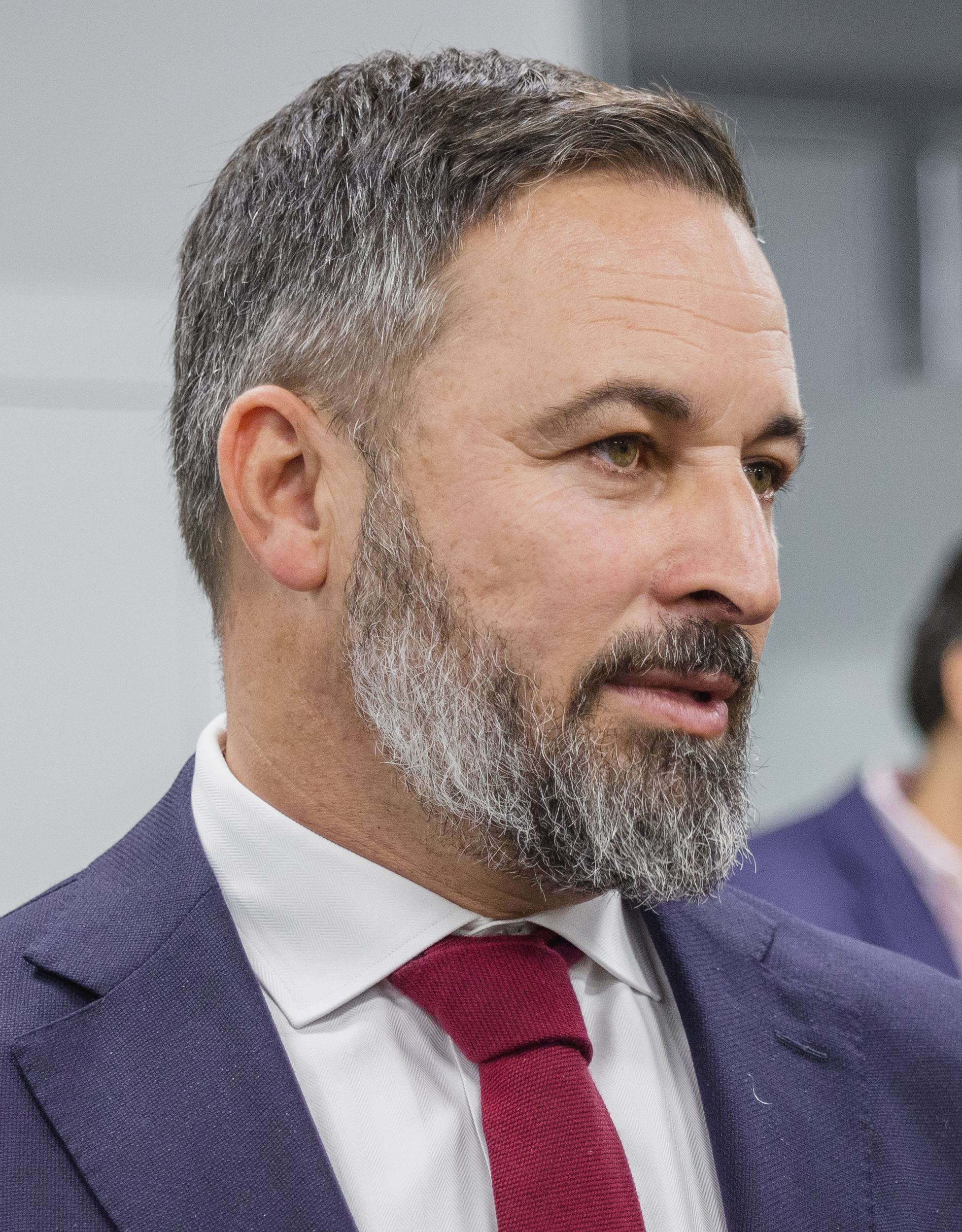
Santiago Abascal, Vox

Het is gebruikelijk dat elke partij de eerste persoon op de kieslijst in het Kiesdistrict Madrid kandidaat stelt voor het premierschap. Regionaal-nationalistische partijen, die niet genoeg zetels zullen gaan halen om serieuze kanshebbers te zijn om de premier te leveren, schuiven gezamenlijk hun kartelleider naar voren als hoofdkandidaat. Regionale, provinciale en lokale media volgen voornamelijk de activiteiten en de uitgezette strategische koersen van de serieuze kandidaten voor de rol van toekomstig premier, tezamen met de leidende kandidaten in de elk van de kiesdistricten, die overeenkomen met de provincies. 
Omdat er in Spanje op het moment van deze verkiezingen in 2023 geen partijen in het centrum van het politieke spectrum bestonden, stonden er effectief twee blokken tegenover elkaar. Aan de progressieve kant was dat het blok van de PSOE en Sumar, en aan de rechterkant eas dat het blok met de PP en Vox. 

### PSOE
De sociaaldemocratische PSOE was sinds de 2018 aan de macht onder leiding van Pedro Sánchez, tijdens de 14e legislatuurperiode, in een coalitie met Unidas Podemos. Sánchez was aan de macht gekomen na een motie van wantrouwen tegen zijn voorganger Mariano Rajoy. In april 2019 werd dit in parlementsverkiezingen bevestigd en in november 2019 nogmaals, omdat Sánchez er niet in was geslaagd bij de verkiezingen in april een meerderheid van de Cortes Generales achter zich te krijgen. 
Hoewel zijn coalitieregering het land economisch relatief goed door de coronacrisis en de economische gevolgen van de Russische invasie van Oekraïne sinds 2022 wist te leiden, kreeg de PSOE tijdens de gemeentelijke en regionale verkiezingen van mei 2023 de rekening gepresenteerd van een aantal slordigheden en negatieve omstandigheden. Noemenswaardig was daarbij het invoeren van de ley sí es sí (de "ja is ja wet"), die alle situaties waarin een persoon niet expliciet toestemming geeft voor seksuele handelingen als misbruik of verkrachting wordt gezien (en er dus niet langer expliciet "nee" hoeft te worden gezegd). In deze wet is de minimale strafmaat voor misbruik verlaagd omdat er meer handelingen als misbruik aan worden gemerkt. Ongewenst gevolg daarvan was dat een aantal voor misbruik en verkrachting veroordeelde mannen vervroegd in vrijheid werd gesteld. 
Daarnaast moest Sánchez tijdens zijn regering noodgedwongen steun zoeken bij Catalaanse en Baskische separatistische partijen, omdat zijn coalitie met Unidas Podemos op zich geen meerderheid had in het congres. Vooral de steun die hij nodig had van EH Bildu is hem daarbij zwaar komen te staan. Deze partij wordt gezien als opvolger van Batasuna, de politieke tak van toenmalige terreurorganisatie ETA. Maar ook zijn overeenkomsten met de Catalaanse separatisten werd hem door tegenstanders aangewreven.
Daags na de desastreus verlopen lokale en regionale verkiezingen in mei, schreef Sánchez parlementsverkiezingen uit voor 23 juli. Zijn campagne voor deze verkiezingen hinkte op twee gedachten. In de eerste plaats verdedigde hij de goede economische cijfers in vergelijking met andere landen in de eurozone en in vergelijking met de situatie voor de coronacrisis. In de tweede plaats verwees hij regelmatig naar de coalitie die de rechtse PP met het extreemrechtse VOX aan is gegaan in meerdere gemeentes en regio's van Spanje na de verkiezingen in mei, en de omstreden besluiten die op een aantal van die plekken door werden gevoerd. Sánchez waarschuwde de kiezer ervoor dat als er een rechtse coalitie van PP en Vox aan de macht komt, de klok 50 jaar terug zou worden gezet.   

### PP
De conservatieve PP onder leiding van Alberto Feijóo ging de verkiezingen in als favoriet. De corruptie in de partij, reden voor de val van de laatste regering van Mariano Rajoy in 2018, leek daarbij weer te zijn vergeten door de kiezer. Feijóo kwam aan de leiding van de partij nadat tussenpaus Pablo Casado zonder veel ceremonieel aan de kant was geschoven. Feijóo legde daarvoor het presidentschap van de regio Galicië neer, waar hij sinds 2009 regionaal president was geweest. 
Het belangrijkste argument van de PP in aanloop naar de parlementsverkiezingen was dat ze het "sanchisme" op zouden schorten. Ze verweten Sánchez hier vooral mee te besturen op een zelfingenomen, opportunistische en chaotische manier, waarin hij vaak van mening zou wisselen. Feijóo beloofde Spanje weer onder een vlag te brengen, en niet zijn oren te laten hangen naar de zogenaamde vijanden van Spanje. Daarmee doelde hij op de Catalaanse en Baskische partijen waar de regering Sánchez deels op moest terugvallen om voldoende steun te hebben. De PP stelde dat Sánchez dit deed uit persoonlijk belang, om maar geen afstand te hoeven doen van de macht. Verder verweten ze Sánchez zijn nieuwe sociale wetgeving te betalen uit de zakken van de belastingbetaler en de staatsschuld te veel op te laten lopen. Verder had de PP voorop staan een aantal wetten die doorgevoerd waren door Sánchez terug te willen draaien, met name op het gebied van transgenders en de laatste wijzigingen aan de Ley de Memoria Histórica, die bepaalt hoe er met het franquistische verleden van Spanje om moet worden gegaan. Ten slotte wilde de PP de abortus- en euthanasiewetgeving herzien om er de in hun ogen ideologische randjes af te schaven. 
Feijóo profileerde zichzelf als de gemodereerde kandidaat, in tegenstelling tot de in zijn ogen extreemlinkse regering Sánchez. 
De PP heeft een agressieve campagne gevoerd, maar is daarbij directe confrontaties tussen hun leider Feijóo en Sánchez zoveel mogelijk uit de weg gegaan: Feijóo heeft slechts aan één verkiezingsdebat deelgenomen. De partij werd in de campagne door de linkse partijen verweten in een aantal regio's en gemeentes coalities te vormen met de extreemrechtse partij Vox na de verkiezingen in mei. Daarbij spraken die partijen de verwachting uit dat de PP er ook niet voor zou terugdeinzen dat op landelijk niveau te doen. Feijóo antwoordde daarop dat dit voorkomen kon worden door de kiezer en de linkse partijen zelf. Hiermee probeerde hij kiezers aan de rechtervleugel van de PSOE binnen te halen, en tegelijkertijd de PSOE en Sumar te bewegen hem een minderheidsregering te laten vormen mocht de PP bij de verkiezingen de grootste partij blijken. Dit laatste argument (de partij die wint moet ook regeren), bleek de PP zelf overigens niet consequent toe te passen, door in mei en juni regionale regeringen te vormen in coalitie met Vox, in regio's waar de PSOE meer stemmen had gehaald maar geen meerderheidsregering kon vormen.

### Sumar
Sumar is een lijstverbinding tussen 15 linkse partijen die zich aan de linkerkant van de PSOE bevinden. Als zodanig is het de opvolger van Unidas Podemos, die tijdens de 14e legislatuurperiode in een coalitie regeerde met de PSOE. Sumar werd aangevoerd door Yolanda Díaz, die in de regering van Sánchez tweede vice-premier en minister van arbeid en sociale economie was. Van alle partijleiders had Díaz in aanloop naar de verkiezingen volgens opiniepeilingen de hoogste waarderingscijfers. 
Díaz had al ruim van tevoren aangegeven niet uit te komen voor een bestaande partij, maar zich met een nieuwe lijst aan te melden voor de verkiezingen. Omdat Sánchez de verkiezingen met 5 maanden vervroegde, stond Díaz eind mei ineens onder druk deze lijstverbinding versneld tot stand te brengen. Een van de lastigste punten was de integratie van de partij Podemos in de lijst. Meerdere andere partijen in de lijstverbinding hadden voor hun deelname voorwaarden gesteld die negatief uitpakten voor Podemos. Zo had de Valenciaanse partij Compromís bedongen dat er op de kieslijsten in de drie kiesdistricten in de regio Valencia alleen leden van de eigen partij mochten staan, en expliciet gesteld dat er geen leden van Podemos op mochten voorkomen. Ook werden een aantal kopstukken van Podemos elders uitgesloten van verkiesbare posities. Het belangrijkste voorbeeld daarvan was Irene Montero, tijdens de 14e legislatuurperiode minister van gelijkheid, en als zodanig verantwoordelijk voor de omstreden "ja is ja-wet". Wel stonden er op de lijsten van Sumar juist personen die eerder door interne problemen uit Podemos waren gestapt, zoals Íñigo Errejón.
Desalniettemin slaagde Díaz erin de belangrijkste krachten aan de linkerkant van het politieke spectrum achter zich te krijgen, en hebben de strubbelingen bij het tot stand komen van de lijstverbinding niet al te veel invloed in de opiniepeilingen. 
Tijdens de campagne van Díaz liet ze de economische en sociale vooruitgangen voorop staan, die zij als minister van arbeid en sociale economie had weten te bewerkstelligen. Speerpunten hierbij waren het verhogen van het staatspensioen en het minimumloon, en het verbeteren van de rechten van werknemer. Ze vroeg aan de kiezer haar in samenwerking met de PSOE door te laten gaan met het beleid zoals dat in de vorige legislatuurperiode is ingezet. Ook stond ze een "groene agenda" voor. Daarnaast legde ze duidelijk de nadruk op de verwachte negatieve gevolgen van een coalitie tussen PP en Vox. Naar haar zeggen zou zo'n coalitie betekenen dat een groot aantal basisrechten, zoals die van de vrouw of van de LHBTI-gemeenschap terug worden gedraaid. 

### Vox
De extreemrechtse partij Vox onder leiding van Santiago Abascal bestond sinds 2013. Sindsdien is de partij gestaag gegroeid, en na de regionale en lokale verkiezingen van mei 2023 is Vox zelfs deel gaan uitmaken van meerdere lokale en regionale besturen, waaronder die van de regionale regeringen van de Balearen, Valencia, Aragón en Extremadura. Omdat de PP bij deze parlementsverkiezingen niet in z'n eentje voldoende stemmen zou kunnen halen om te kunnen regeren, zou die partij bij winst coalitiebesprekingen moeten openen met Vox. Het zou dan voor het eerst zijn sinds het einde van de dictatuur van Franco en de democratische overgang dat een extreemrechtse partij in de Spaanse regering komt. 
Tijdens de campagne van Vox stonden cultuurstrijd en het verwerpen van wat zij "genderideologie" noemen. Ze pleitten onder andere voor het afschaffen van instellingen die zich specifiek bezig houden met geweld tegen de vrouw, voor het terugdraaien van de rechten van transgenders en het verbieden van abortus. Ook ontkent de partij dat de mens de oorzaak is van de opwarming van de aarde.

## Verkiezingscampagne
De officiële wettelijk vastgestelde verkiezingscampagne in Spanje duurt slechts twee weken. De tijd daarvoor noemt men de precampaña ("precampagne"). 
De PP was verreweg favoriet na de lokale en regionale verkiezingen op 28 mei 2023. Ondanks de agressieve campagne die de partij voerde, probeerde men voorman Feijóo zo min mogelijk direct bloot te stellen aan zijn tegenstanders om onnodige schade te voorkomen. Gevolg was dat Feijoo deelnam aan slechts een enkel verkiezingsdebat, met alleen hem en Sánchez. 
Na 28 mei heerste er aanvankelijk binnen de PSOE een verslagen sfeer. Maar door zeer effectieve optredens van voormalig premier Zapatero in de pers, en dan voornamelijk in media die tegen de regering gekant waren, sloeg deze sfeer om. De partij trok bij in de peilingen en ook Sánchez begaf zich later in de studio's van de televisie- en radioprogramma's die hem het stevigst bekritiseerd hadden, waaronder het programma van Ana Rosa Quintana. Hij bracht het er wonderwel goed vanaf en de partij steeg verder in de peilingen, tot het 1-op-1 verkiezingsdebat met Feijóo. Tijdens dat debat wist Féijoo kritische vragen te ontwijken, terwijl een nerveuze Sánchez juist wankelig overkwam. Feijóo was de duidelijke winnaar van het debat. Het is dan twee weken voor de verkiezingen. 
Na het 1-op-1 debat bouwde de PP opnieuw de afstand met de PSOE uit. Een halve week voor de verkiezingen kwam hier echter opnieuw verandering in, als Feijóo geïnterviewd wordt op de publieke televisie. Silvia Intxaurrondo, een journaliste en presentatrice van de publieke televisiezenders, sprak hem tijdens dit interview meerdere keren aan op onjuiste beweringen. Er breekt een storm los op sociale media, waarin Feijóo als leugenaar werd afgeschilderd. En een paar dagen later werd hij door een andere journalist aangesproken op zijn vriendschap met een drugshandelaar in de jaren 90, waarvan al jaren een foto in omloop was waarop hij en de drugshandelaar samen op een jacht voor de kust van Galicië te zien zijn. Ten slotte maakt hij tijdens een campagnebijeenkomst een aantal neerbuigende en seksistische opmerkingen over Yolanda Díaz. Omdat in er in de laatste week van de verkiezingen in Spanje geen opiniepeilingen gepubliceerd mogen worden, is het effect van deze gebeurtenissen op de peilingen niet echt bekend. Desalniettemin leek het erop dat in de peilingen die verborgen gehouden werden, dus zonder publicatie, de PSOE de afstand met de PP weer aan het inlopen was.
Tegelijkertijd was er een verwoede strijd gaande om de derde plaats tussen Vox en Sumar. Door het Spaanse kiesstelsel, waarin elke provincie een kiesdistrict is, kon deze strijd doorslaggevend zijn. Vooral in kleinere provincies waar maar drie zetels verkozen werden, zou de derde zetel namelijk naar de derde partij kunnen gaan. Door de campagne heen leek Vox lichtelijk voor te staan op Sumar, maar dit verschil werd gestaag kleiner. 
Uit peilingen vlak voor de stembusgang bleek dat 14% van de kiezers nog toen nog twijfelde tussen 2 partijen.

## Opiniepeilingen
Hieronder een grafiek waarin verschillende opiniepeilingen bijeen zijn gebracht. De grafiek toont de peilingen voor de gehele veertiende legislatuur.

Evolutie van de stemintenties

## Uitslag
Spanje kent een kiesstelsel met meervoudige kiesdistricten, waarbij de kiesdistricten overeenkomen met de provincies. Binnen elk district of kieskring kan de kiezer stemmen op gesloten kieslijsten, dat wil zeggen op een partij in plaats van op een persoon. Het aantal stemmen wordt per district omgerekend in zetels aan de hand van de D'Hondt-methode.

### Congres
Voor het congres kiest elke provincie een aantal volksvertegenwoordigers gebaseerd op inwonertal. Zo stemden Ceuta en Melilla elk voor één zetel, maar de provincie Barcelona 32 en Madrid, waar de provincie overeenkomt met de bestuurslaag erboven, de autonome gemeenschap, 37 afgevaardigden. Hieronder de uitslag voor het congres.
| Kieslijst | Kieslijst | Kieslijst | Aantal stemmen | %     | Zetels | +/− Zetels |
| --------- | --------- | --------- | -------------- | ----- | ------ | ---------- |
|           | PP        | PP        | 8.091.840      | 33,05 | 137    | +48        |
|           | PSOE      | PSOE      | 7.760.970      | 31,7  | 121    | +1         |
|           | Vox       | Vox       | 3.033.744      | 12,39 | 33     | −19        |
|           | Sumar     | Sumar     | 3.014.006      | 12,31 | 31     | −7         |
|           | ERC       | ERC       | 462.883        | 1,89  | 7      | −6         |
|           | Junts     | Junts     | 392.634        | 1,6   | 7      | −1         |
|           | EH Bildu  | EH Bildu  | 333.362        | 1,36  | 6      | +1         |
|           | EAJ/PNV   | EAJ/PNV   | 275.782        | 1,21  | 5      | −1         |
|           | CCa       | CCa       | 114.718        | 0,46  | 1      | −1         |
|           | BNG       | BNG       | 152.327        | 0,62  | 1      | =          |
|           | UPN       | UPN       | 51.764         | 0,21  | 1      | −1         |

### Senaat
Voor de senaat wordt een deel van de samenstelling bepaald door de uitslag van de parlementsverkiezingen. Het zijn dus dezelfde verkiezingen die de zetelverdeling in het congres en in een groot deel van de senaat bepalen. Hierbij krijgt elke provincie tussen de twee en vijf zetels toegewezen (voor alle provincies op het vasteland zijn dat vier zetels). Daarnaast worden er senatoren verkozen door de regionale parlementen. Het gevolg is dat minder bevolkte gebieden relatief meer gewicht hebben in de senaat, en dichtbevolkte gebieden minder. De senaat wordt dan ook de territoriale kamer genoemd. 
| Kieslijst | Kieslijst                                                       | Kieslijst                        | Zetels | +/− Zetels |
| --------- | --------------------------------------------------------------- | -------------------------------- | ------ | ---------- |
|           | PP                                                              | PP                               | 120    | + 37       |
|           | PSOE                                                            | PSOE                             | 72     | − 21       |
|           | Izquierdas por la independencia Links voor de onafhankelijkheid | ERC                              | 7      | -5         |
|           | Izquierdas por la independencia Links voor de onafhankelijkheid | EH Bildu                         | 7      | -5         |
|           | EAJ/PNV                                                         | EAJ/PNV                          | 4      | -5         |
|           | Agrupación Herreña Independiente                                | Agrupación Herreña Independiente | 1      | +3         |
|           | ASG                                                             | ASG                              | 1      | +/−        |
|           | Junts                                                           | Junts                            | 1      | -2         |
|           | PSOE-SUMAR-EUIB-ARA EIVISSA                                     | PSOE-SUMAR-EUIB-ARA EIVISSA      | 1      | +1         |
|           | UPN                                                             | UPN                              | 1      | +1         |

1977 · 1979 · 1982 · 1986 · 1989 · 1993 · 1996 · 2000 · 2004 · 2008 · 2011 · 2015 · 2016 · 2019 (april) · 2019 (november) · 2023